# Vihterpalu
Vihterpalu is een dorp in de Estlandse gemeente Lääne-Harju, met de Vihterpalu-rivier die erdoorheen stroomt. Het dorp staat bekend om het historische landgoed Vihterpalu, ooit eigendom van de familie von Ramm, dat in de vroege 21e eeuw is gerestaureerd.
Tot in oktober 2017 behoorde Vihterpalu tot de gemeente Padise. In die maand werd de fusiegemeente Lääne-Harju gevormd, waarin Padise opging.

## Bevolking
Het dorp had 29 inwoners op 31 december 2011 en 50 inwoners op 31 december 2021.